# Кростата
Кростата (італ. crostata) — італійський відкритий пиріг з пісочного тіста (тісто фролла), з різними начинками. Також відомий як coppi в Неаполі і sfogliate в Ломбардії. За зовнішнім виглядом пиріг дуже схожий на неаполітанську пастьєру, з якою, можливо, має спільне походження. Кростата — це «сільська версія відкритого фруктового пирога у вільній формі», яку також можна запікати у формі для пирога.

## Етимологія
«Кростата» походить від італійського слова crosta, що означає «кірка», «скоринка». Своєю чергою, італійський корінь походить від латинського crustāta, і, в результаті, походить від іменника crusta («кірка») . Звідси ж беруть початок французьке кулінарне слово croustade («кришитися») і англійський термін custard — «заварний крем».

## Історія
Рецепт пирога на основі пісочного тіста був відомий у Венеції після 1000 року, коли там почали використовувати імпортний цукор зі Сходу. Перший зафіксований рецепт кростати веде до XIV століття. Він був описаний Гійомом Тірелем, відомим як Тайван, в його збірнику Le Viandier. У 1570 році Бартоломео Скаппі згадує цей пиріг у своїй роботі про кулінарію італійської епохи Відродження. Автор «Мистецтва хорошої кулінарії» (Мантуя, 1662 р.) шеф-кухар з Болоньї на службі у Шарля II Гонзага, Бартоломео Стефані, також приводить рецепт кростати.
Ранні рецепти crostata в їх сучасному розумінні можна простежити від кулінарних книг Libro de Arte Coquinaria («Книга про кулінарному мистецтві») Мартіно да Комо (Martino da Como), опублікованій близько 1465 року, і Cuoco napolitano («Неаполітанський кухар»), опублікованій в кінці XV століття, що містить рецепт № 94 під назвою Crostata de Caso, Pane.

## Приготування
Кростату можна готувати в характерних круглих формах, надавати їй квадратну або прямокутну форму, коли вона готується для вживання на вечірках з нагоди дня народження або для «шведського столу».
Кростата може бути як солодким пирогом, так і несолодким. Основа пирога готується з пісочного тіста. Найпоширенішими начинками для пирога, крім фруктового джему, фруктів та ягід, є заварний крем, рикота і шоколадний крем, такий як Нутелла. Інгредієнти для несолодкої кростати можуть включати м'ясо, рибу, морепродукти або овочі, попередньо приготовані або доведені до напівготового стану. Кростата готується також і методом «сліпої випічки» (Blind-baking), коли спочатку випікається пиріг з бортиками без начинки, а потім заповнюється кремом або чимось іншим, що не вимагає приготування. Пиріг часто прикрашають зверху плетінкою-гратами з тіста.

## Див.також
- Торт Лінцер